# Romain De Loof
Pour les articles homonymes, voir Deloof.
Romain De Loof  (né le 6 mars 1941 à Eeklo) est un coureur cycliste belge. Il a été champion du monde de demi-fond chez les amateurs en 1962 et 1963 et chez les professionnels en 1966.

## Palmarès sur piste

### Championnats du monde
- Milan 1962
  -  Champion du monde du demi-fond amateurs
- Rocourt 1963
  -  Champion du monde du demi-fond amateurs
- Saint-Sébastien 1965
  -  Médaillé d'argent du demi-fond professionnels
- Francfort 1966
  -  Champion du monde du demi-fond professionnels
- Amsterdam 1967
  -  Médaillé d'argent du demi-fond professionnels

### Championnats nationaux
- Champion de Belgique de poursuite amateurs en 1961, 1962
- Champion de Belgique de l'américaine amateurs en 1961 (avec Frans Melckenbeeck), 1962, 1963 (avec Patrick Sercu)
- Champion de Belgique de derny amateurs en 1963
- Champion de Belgique de demi-fond amateurs en 1962, 1963
- Champion de Belgique de demi-fond professionnels en 1974

### Six jours
- 1965
  - Six jours de Madrid (avec Rik Van Steenbergen)
- 1969
  - Six jours de Rotterdam (avec Peter Post)
  - Six jours d'Amsterdam (avec Peter Post)

### Championnats d'Europe
- 1966
  - 2e du championnat d'Europe de demi-fond
- 1967
  - 3e du championnat d'Europe de demi-fond
  - 3e du championnat d'Europe de l'américaine
- 1970
  - 3e du championnat d'Europe de derny
- 1973
  - 3e du championnat d'Europe de demi-fond

## Palmarès sur route
- 1966
  - 2e du Grand Prix Flandria
- 1968
  - 3e du Circuit des Ardennes flamandes - Ichtegem